# 蘿蔓萵苣

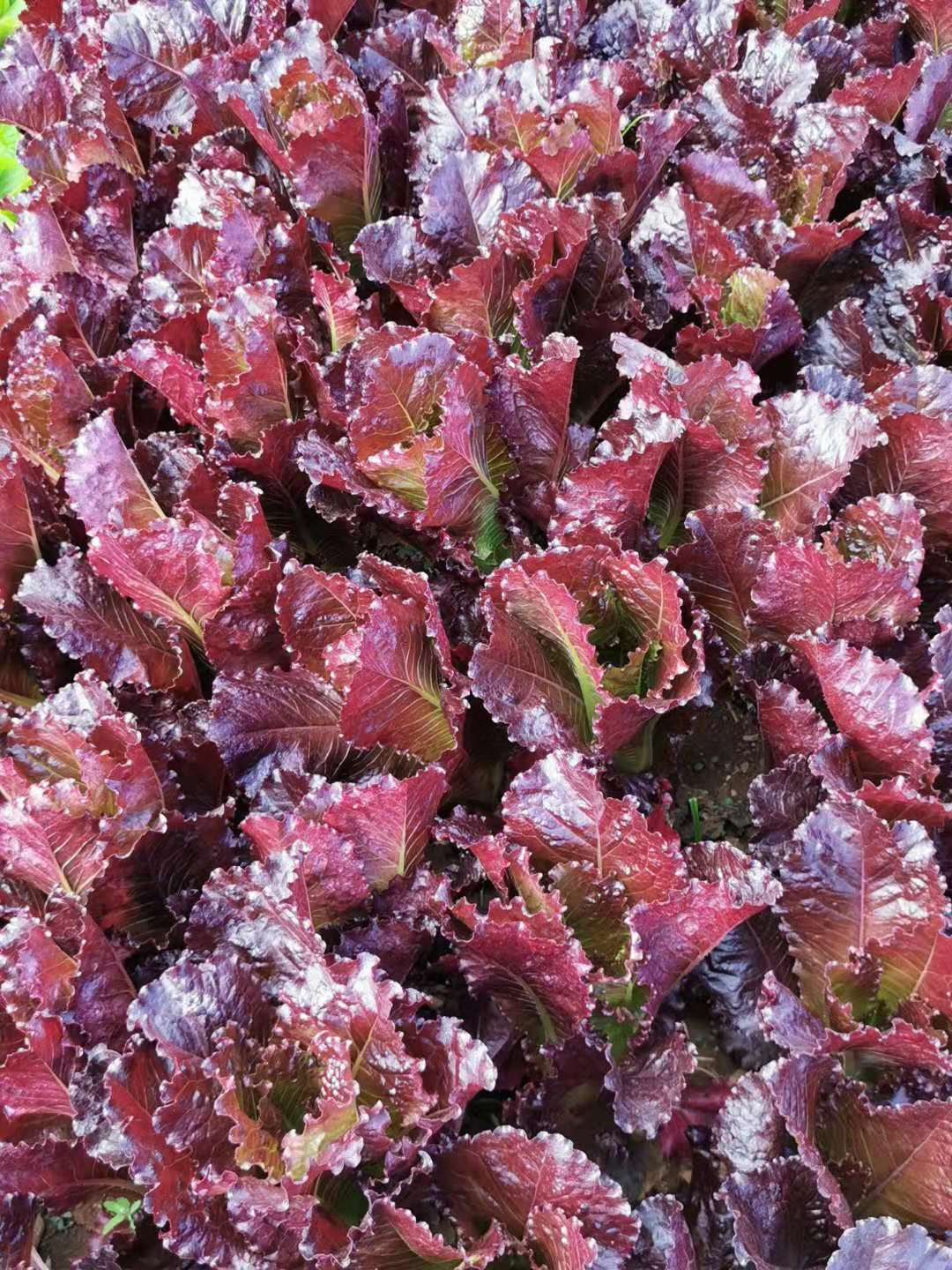
紫蘿蔓

蘿蔓萵苣（學名：Lactuca sativa L. var. longifolia），又名長葉萵苣、蘿蔓、罗马生菜、蘿美生菜，是一種萵苣屬蔬菜。蘿蔓萵苣是凱撒沙拉的主要材料之一。